# 島根核能發電廠
島根核能發電廠（日语：島根原子力発電所）是日本一座核電廠，坐落於島根縣松江市鹿島町（原八束郡鹿島町），由中國電力管理，為該公司唯一一座核電廠。
這個發電廠曾經被說成是最接近一個地方縣廳的核電廠。然而，在2005年3月31日，鹿島地區與松江合併（以前在八束郡），使其成为與都道府縣的縣廳在完全相同的城市。
《新科學家》雜誌報導說，2006年6月，在島根核電廠附近發現了一個以前未知的地質斷層，但預計在該廠被加強前仍需要幾年时间。
它位於一個 1.92平方（470英畝）的场地。

## 反應爐
| 序號  | 原子炉形式                 | 承造廠商   | 定格電氣出力 | 定格熱出力 | 運轉開始日        | 設備利用率 （2010年度） | 現況                |
| ----- | -------------------------- | ---------- | ------------ | ---------- | ----------------- | ----------------------- | ------------------- |
| 1号機 | 沸水反應爐（BWR）          | 日立製作所 | 46.0万kW     | 138万kW    | 1974年3月29日     | 0%                      | 2015年4月30日起廢爐 |
| 2号機 | 沸水反應爐（BWR）          | 日立製作所 | 82.0万kW     | 244万kW    | 1989年2月10日     | 31.8%                   | 定期檢查中          |
| 3号機 | 進步型沸水式反應爐（ABWR） | 日立GE     | 137.3万kW    | 393万kW    | 2012年3月（預定） | -                       | 建設中              |

## 圖片
- 島根核電廠（1号機）[9]
- 建設中的3号機（2013年）

## 外部連結
- 島根核能發電廠 （页面存档备份，存于） - 中国電力
  - 中国電力・島根原子力館 （页面存档备份，存于）
- 島根原子力規制事務所 （页面存档备份，存于） - 原子力規制委員会
- 島根原子力発電所の概要 （页面存档备份，存于） - 松江市